# Station Fukakusa
Station Fukakusa (深草駅, Fukakusa-eki) is een spoorwegstation in de wijk Fushimi-ku in de Japanse stad  Kyoto. Het wordt aangedaan door de Keihan-lijn. Het station heeft twee sporen, gelegen aan twee zijperrons. Vanwege de nabijheid van de Ryūkoku Universiteit wordt dit op het station groots aangegeven.

## Treindienst

### Keihan-lijn
| 1 | ■ Keihan-lijn | richting Sanjō en Demachiyanagi                            |
| 2 | ■ Keihan-lijn | richting Hirakatashi, Kyōbashi, Yodoyabashi en Nakanoshima |

## Geschiedenis
Het station werd in 1910 onder de naam Inari geopend, al werd dit nog hetzelfde jaar in de huidige naam veranderd. Het huidige station stamt uit 1971.   

## Overig openbaar vervoer
Bus 5.

## Stationsomgeving
- Station Inari aan de Nara-lijn
- Ryūkoku Universiteit, Fukakusa-campus
- Politieschool van Kioto
- Fresco (supermarkt)
- FamilyMart